# Claire Carmichael
Claire Carmichael (* 1940 in Melbourne) ist eine australische Schriftstellerin. Unter ihrem bürgerlichen Namen schreibt sie Sach- und Kinderbücher, bekannter ist sie jedoch unter dem Pseudonym Claire McNab für Kriminalromane.

## Leben
Während ihrer Arbeit als Highschool-Lehrerin in Sydney begann sie mit der Schriftstellerei. Mitte der 1980er Jahre gab sie ihren Beruf auf und widmete sich nur noch dem Schreiben. 1994 zog sie nach Los Angeles und unterrichtet seitdem an der UCLA Kreatives Schreiben. Sie war eine Präsidentin der Sisters in Crime.
In Deutschland sind vor allem ihre 14-bändige Serie um die lesbische Kriminalkommissarin Carol Ashton bzw. die sechsbändige Reihe um die Agentin Denise Cleever bekannt.

## Werke

### Kinder- und Jugendbücher
- 1987 Death in the limelight
- 1991 The Mystery of the Haunted Dog
- 1992 Virtual realities
- 1992 The mystery of the alien spacecraft
- 1993 Cybersaur
- 1994 Minimal Farm
- 1994 Trouble at Minimal Farm
- 1997 Doctor death
- 1998 Dear Jamie
- 2000 Incognito
- 2001 Saving Aunt Alice
- 2003 The freezing eye
- 2006 Ads r us
- 2009 Gotta B

### Sachbücher
- 1986 Englisch: the essentials
- 1986 Dimensions 10
- 1986 Junior English skills: forty-five self-contained lessons
- 1987 How to do projects and assignments
- 1995 Getting it right

### Theaterstücke
- 1983 Is that a muffled shriek?: four plays for secondary schools

### Als Claire McNab

#### Carol Ashton
- 1988 Lessons In Murder (dt. Unterricht in Mord)
- 1989 Fatal Reunion (dt. Tödliches Wiedersehen)
- 1989 Death Down Under (dt. Tod in Australien)
- 1991 Cop Out (dt. Ausradiert)
- 1992 Dead Certain (dt. Das Ende vom Lied)
- 1994 Body Guard (dt. Bodyguard)
- 1995 Double Bluff (dt. Marquis lässt grüßen)
- 1996 Inner Circle (dt. Geheimer Kreis)
- 1997 Chain Letter (dt. Kettenbrief)
- 1998 Past Due (dt. Überfällig)
- 1999 Set Up (dt. Der Trick)
- 2000 Under Suspicion (dt. Unter Verdacht)
- 2001 Death Club (dt. Tödliches Eisen)
- 2002 Accidental Murder (dt. Operation Pelikan)
- 2003 Blood Link (dt. Erben und Sterben)
- 2004 Fall Guy (dt. Spaß muss sein)
- 2012 Lethal Care

#### Denise Cleever
- 2000 Murder Undercover (dt. Mord undercover)
- 2000 Death Understood (dt. Mord inklusive)
- 2001 Out of Sight (dt. Zum Abschuss frei)
- 2002 Recognition Factor
- 2003 Death by Death (dt. Killerbienen)
- 2005 Murder at Random

#### Kylie Kendall
- 2004 Wombat Strategy
- 2005 Kookaburra Gambit
- 2005 The Quokka Question
- 2006 Dingo Dilemma
- 2007 Platypus Ploy

#### Andere Werke
- 1992 Under the Southern Cross (dt. Unter dem Kreuz des Südens)
- 1992 Off Key
- 1993 Silent Heart (dt. Stummes Herz)
- 2006 Writing My Love